# Ouju
L'Ouju (甌劇T, 瓯剧S, Ōu jùP) è un genere operistico cinese della città di Wenzhou.

## Storia

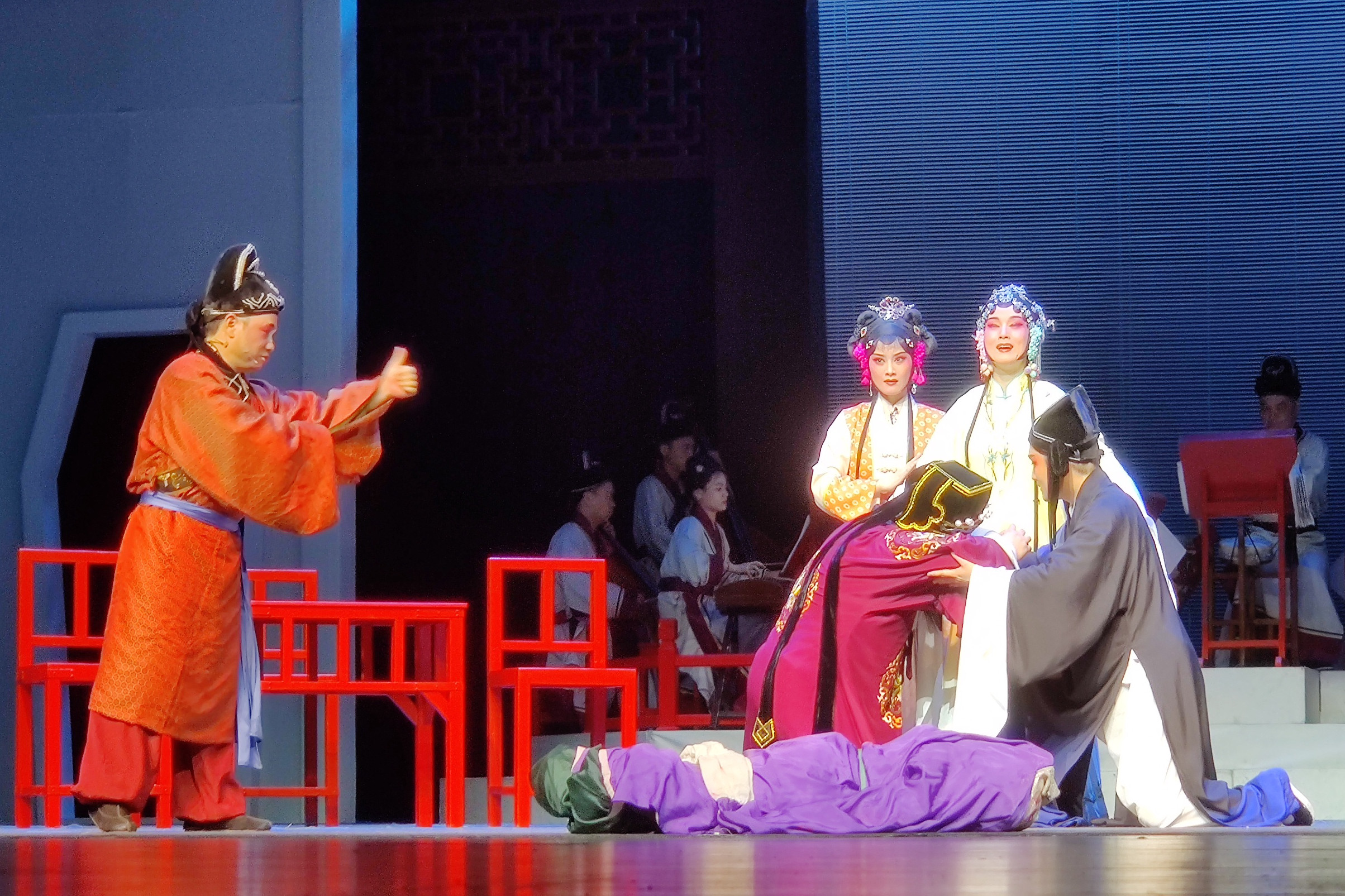
Un'opera Ouju in scena

L'Ouju nacque nel XVII secolo come forma di Luantan, un termine che indicava le opere diverse dal Kūnqǔ, il quale presenta rigide regole musicali. Il Luantan di Wenzhou assimilava i toni di 6 opere diverse. Inizialmente le sue opere erano adattamenti delle canzoni in stile Gao e dell'opera Kūnqǔ, poi assorbì gli stili canori dell'opera dell'Anhui e del Tanhuang. La sua tradizione era portata avanti da numerose compagnie popolari e professionali attive fino agli inizi del Novecento, quando cedettero il passo all'Opera di Pechino, che gradualmente divenne sempre più popolare nell'area.
Nel 1959 il Luantan di Wenzhou assunse il nome di Ouju e diverse compagnie locali si fusero per dare vita alla Compagnia dell'Opera Ouju, divenuta in seguito un istituto di ricerca improntato su questo genere operistico. Nel 2008 l'Ouju è stato riconosciuto come patrimonio culturale immateriale di livello statale.

## Caratteristiche
L'Ouju è incentrato sul canto e sulla gestualità. Il linguaggio impiegato è il cinese standard, che ben si adatta al pubblico locale, e solo il buffone parla dialetto. A livello acrobatico vengono impiegate le mosse del Nanquan, un'arte marziale tipica di Wenzhou, mentre per quanto riguarda l'orchestra, il ritmo è dato dal tamburo, e non dagli strumenti a corda o a fiato. La formazione musicale dell'Ouju (Oujutuan) comprende l'erhu, la suona, il dizi e il set di percussioni luogu, a sua volta comprendente i cimbali qi, il tamburo dagu, il tamburo guban e due tipi di gong, uno ascendente (xiaoluo) e uno discendente (daluo). La musica dell'Ouju appartiene alla variazione di tipo metrico (板式變化體S, Bǎnshì biànhuà tǐP).
Le principali figure interpretate nell'Ouju sono:
- xiaosheng, il giovane letterato
- qingyi, la bella ragazza di famiglia agiata
- laosheng, l'uomo anziano
- laodan, la donna anziana
- hualian, il generale
- chou, il buffone

## Le principali opere del genere Ouju

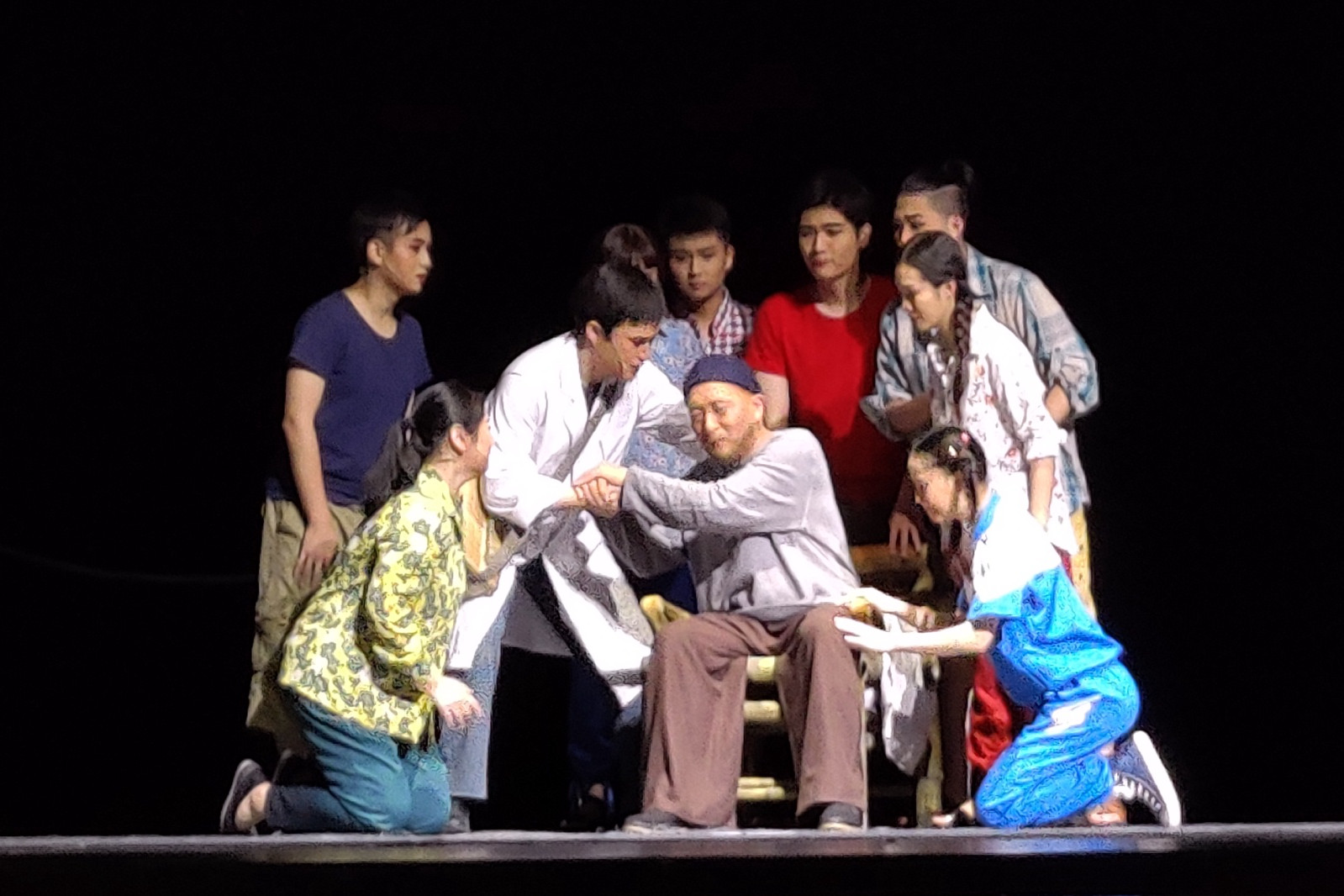
Una scena di Lan Xiaocao

A partire dalla seconda metà del Novecento, la Compagnia dell'Opera Ouju di Wenzhou ha reso celebre questo genere operistico in tutta la Cina e si è esibita anche in USA, Germania, Italia, Finlandia, Francia e Paesi Bassi, nonché a Hong Kong a partire dal 2019.
Tra le opere Ouju più famose si citano Gao Ji e Wu Sanchu, Yangmen Nonjiang ("Le generalesse della famiglia Yang"), Donghai Xiaobing ("I piccoli soldati del Mare Orientale"), Shagouji ("L'uccisione del cane"), Shuangjinyin ("I due sigilli d'oro"), Lubu e Diaochan, Hudiebei ("La coppa delle farfalle"), Zhenzhuta ("La pagoda di perle"), Dong'Ouwang ("Il re di Dong'Ou"), Xixinji ("Un cuore puro") e Lan Xiaocao.
Il romanzo Chengzi Hongle ("Le arance sono mature") della scrittrice nativa di Wenzhou Qi Jun (1917-2006) ha ispirato l'omonima opera teatrale in stile Ouju.
Uno dei più importanti interpreti di questo genere operistico è Fang Rujang, insignito del Meihuajiang ("Premio dei Fiori di Pruno") nel 2013, il maggiore premio per gli interpreti dell'opera tradizionale cinese.
Chen Chahua (1931-2015) è stata una delle più grandi interpreti del personaggio di Wu Sanchu. Fu suo il merito di aver promosso la riforma canora dei ruoli maschili e femminili assieme al compositore Li Zimin (1930-2019), e fu docente di numerose artiste, tra cui Cai Xiaoqiu.